# Dirhinosia arnoldiella
Dirhinosia arnoldiella är en fjärilsart som beskrevs av Hans Rebel 1905. Dirhinosia arnoldiella ingår i släktet Dirhinosia och familjen stävmalar. Inga underarter finns listade i Catalogue of Life.